# Tetraponera allaborans

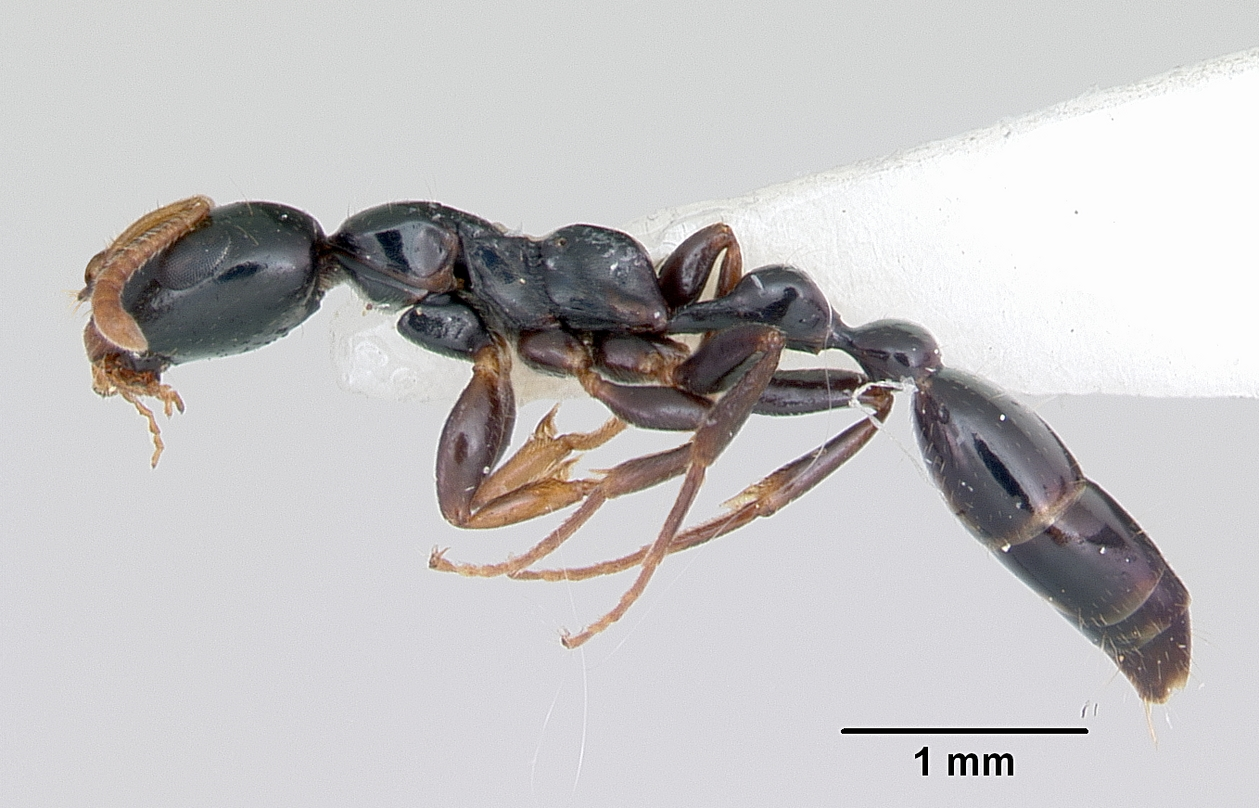
Рабочий муравей Tetraponera allaborans, вид сбоку

Tetraponera allaborans (лат.) — вид древесных муравьёв рода Tetraponera из подсемейства Pseudomyrmecinae (Formicidae).

## Распространение
Встречается в Юго-Восточной Азии и Австралии.

## Описание
Муравьи мелкого размера буровато-чёрного цвета (4—5 мм), ноги и усики светлее. Ширина головы рабочих от 0,62 до 0,93 мм, длина головы от 0,76 до 1,10 мм. Переднеспинка с окаймлённым боковым краем; проподеум относительно низкий, широкий и заметно приподнят. Мандибулы тонкие, с тремя зубцами на жевательном крае и 1-2 зубцами на базальном крае; базальный край мандибул значительно длиннее жевательного края; задне-вентральный край петиоля в виде тонкого, выступающего вентрально капюшона, четко отделенного от вентральной части хельциума, когда постпетиоль находится в горизонтальном положении; среднегрудь густо опушенная; 4-й тергит брюшка редко опушенный, прижатые волоски разделены по длине или более. В мезопроподеальном вдавлении отсутствует метанотальная пластинка.
Занимает широкий спектр местообитаний, включая первичные тропические леса, вторичные тропические леса, горные тропические леса, широколиственные вечнозеленые леса (в предгорьях Гималаев), дубово-сосновые леса, бамбуковые леса, сухие тропические леса, прибрежные леса, мангровые заросли, каучуковые плантации, обочины дорог, и городские парки. Колонии в мёртвых ветвях Cithharexylum spinosum, Clerodendrum disparifolium, Delonix regia, Gliricidia sepium, Hibiscus tiliaceus, Mallotus sp., Passiflora sp. и Vitex pubescens. Имеются также находки с мёртвых веток Sonneratia и из листовых влагалищ и междоузлий веток видов Gigantochloa. Некоторые колонии в листовых влагалищах Gigantochloa содержат Coccoidea. Tetraponera allaborans использует предварительно сформированные полости многих других видов растений.

## Систематика
Вид был впервые описан в 1859 году английским энтомологом Френсисом Уокером (1809—1874) под названием Pseudomyrma allaborans Walker, 1859. Валидный статус подтверждён в 1990—2000-е годы американским мирмекологом Филипом Уардом (Ward P. S.) в ходе проведённой им родовой ревизии. Включен в видовую группу Tetraponera allaborans-group.

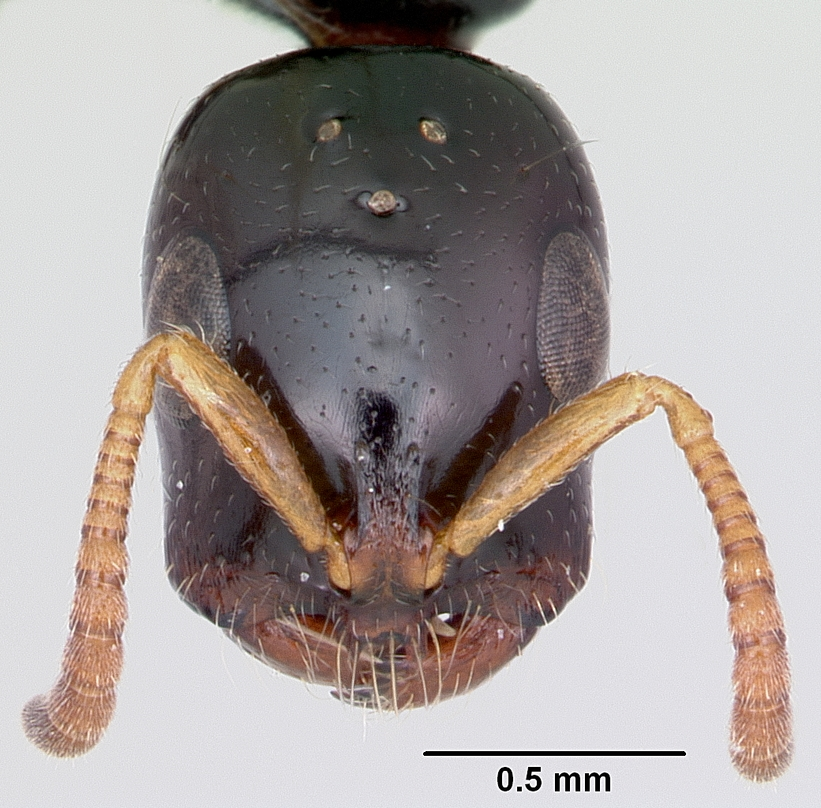
Матка
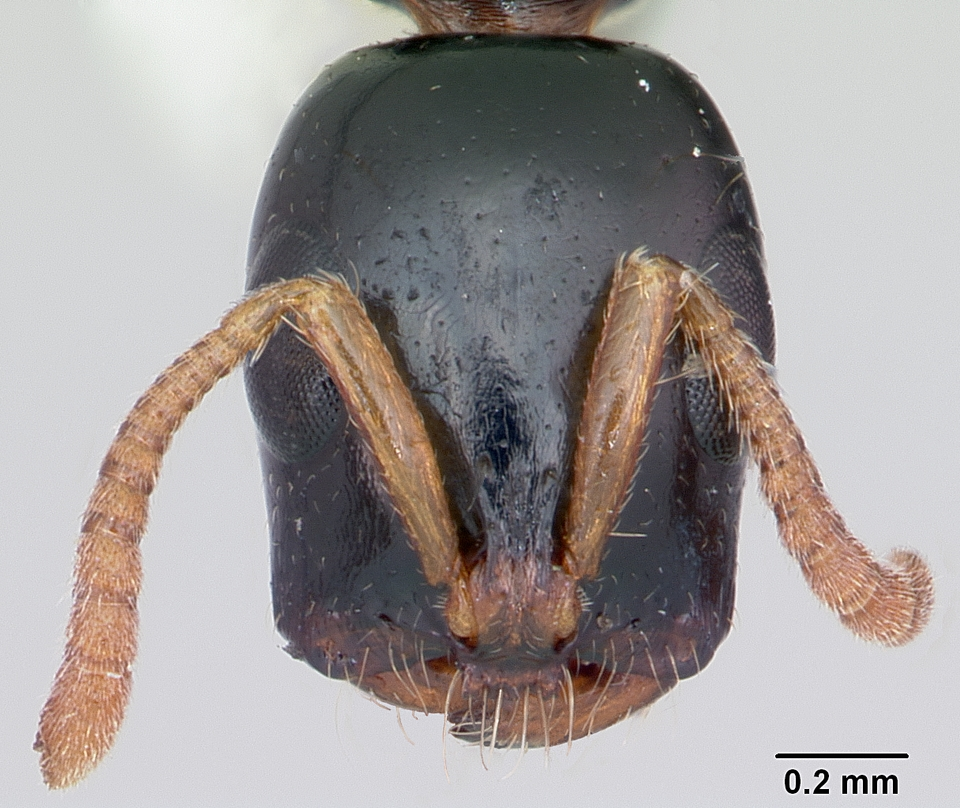
Рабочий